# Manuel Monteiro de Castro
Manuel Monteiro de Castro, född 29 mars 1938 i Santa Eufémia de Prazins, Guimarães, Portugal, är en portugisisk kardinal, ärkebiskop och diplomat. Han var storpenitentiarie av Apostoliska biktöverdomstolen från 2012 till 2013.

## Biografi
Manuel Monteiro de Castro studerade vid Påvliga universitetet Gregoriana i Rom, där han 1967 blev doktor i kanonisk rätt. Han prästvigdes den 9 juli 1961.
I februari 1985 utnämndes Monteiro de Castro till titulärbiskop (titulärärkebiskop ad personam) av Beneventum och vigdes den 23 mars samma år av kardinal Agostino Casaroli. Kardinal Casaroli assisterades vid detta tillfälle av ärkebiskop Eurico Dias Nogueira och ärkebiskop Júlio Tavares Rebimbas. Monteiro de Castro har varit påvlig nuntie i en rad stater, bland andra El Salvador, Honduras, Sydafrika, Namibia, Swaziland, Lesotho, Spanien och Andorra.
Den 18 februari 2012 upphöjde påve Benedikt XVI Monteiro de Castro till kardinaldiakon med San Domenico di Guzman som titeldiakonia. Han deltog i konklaven 2013, vilken valde Franciskus till ny påve. 

## Utmärkelser i urval
- Storkorset av Henrik Sjöfararens orden
- Kristusordens storkors
- Storkorset av Jakobs Svärdsorden